# 29 октября
29 октября — 302-й день года (303-й в високосные годы) по григорианскому календарю.
До конца года остаётся 63 дня.
До 15 октября 1582 года — 29 октября по юлианскому календарю, с 15 октября 1582 года — 29 октября по григорианскому календарю.
В XX и XXI веках соответствует 16 октября по юлианскому календарю.

## Праздники и памятные дни

### Международные
- Всемирный день борьбы с инсультом[2].

### Национальные
- Турция — День Республики[3].

### Религиозные
Католицизм
— Память Ахахильды, сестры св. Кунигунды;
— память мученика Ферруция (IV век).
 Православие
— Память мученика Лонгина, иже при Кресте Господни (I век);
— память Лонгина, вратаря Печерского, в Дальних пещерах (XIII—XIV века);
— память преподобного Лонгина Яренгского (XVI век);
— память святого Георгия Троицкого, исповедника, пресвитера (1931 год);
— память священномученика Евгения Елховского, пресвитера (1937 год);
— память священномученика Алексия Никонова, пресвитера (1938 год);
— память священномученика Иоанна Заседателева, пресвитера (1942 год);
— память преподобного Галла (650).

### Именины
- Православные: Виола, Дементий, Домнин, Евпраксия, Евфросиния, Леонтий, Лонгин, Мал, Терентий[7].

## События

### До XIX века
- 1762 — сражение при Фрайберге.

### XIX век
- 1812 — в Париже на Гренельском поле расстреляны тринадцать участников заговора Мале против Наполеона.
- 1837 — на реке Миссисипи затонул, в результате столкновения с другим судном, пароход «Monmouth». Погибли более 300 находившихся на борту парохода индейцев[8][9].
- 1863 — на международной конференции в Женеве (Швейцария) основан Международный Красный Крест.
- 1876 — на побережье округа Бакергандж[англ.] в Британской Индии обрушился один из самых смертоносных тропических циклонов[10][11].
- 1888:
  - крушение императорского поезда у станции Борки под Харьковом;
  - Великобритания, Франция, Германская империя, Австро-Венгрия, Российская империя, Османская империя, Испания, Италия и Нидерланды подписали Константинопольскую конвенцию — договор об использовании Суэцкого канала, действующий до сих пор.

### XX век
- 1905 — принята в постоянную эксплуатацию Кругобайкальская железная дорога.
- 1918 — создан Российский коммунистический союз молодёжи (РКСМ; позднее ВЛКСМ).
- 1922 — в результате марша на Рим итальянских фашистов король Италии Виктор Эммануил III назначает Бенито Муссолини на должность премьер-министра.
- 1923 — была провозглашена Турецкая Республика, и Мустафа Кемаль (впоследствии Ататюрк) стал её первым президентом.
- 1929 — День биржевого краха Уолл-Стрит, известный как «Чёрный вторник».
- 1937 — Ночь расстрелянных поэтов.
- 1944 — начало Будапештской наступательной операции.
- 1945 — в Нью-Йорке впервые поступили в продажу шариковые ручки (через 57 лет после получения патента).
- 1947 — сухой лёд впервые используется для вызова дождя.
- 1955 — гибель линкора «Новороссийск» в Севастопольской бухте, погибли 614 человек.
- 1956 — операция «Кадеш»: для обеспечения свободного судоходства Израиль, при поддержке Франции и Великобритании, вторгся на Синайский полуостров.
- 1969 — первая передача данных между двумя компьютерами в сети в рамках проекта ARPANET — рождение Интернета.
- 1973 — открыт Босфорский мост через Босфор, впоследствии переименованный в мост Мучеников 15 Июля, соединивший европейскую и азиатскую части Стамбула.
- 1976 — начала боевое дежурство советская система предупреждения о ракетном нападении.
- 1989 — Верховный Совет РСФСР принял поправки к Конституции, учреждающие Съезд народных депутатов.
- 1998 — в США был запущен в космос самый старый астронавт — Джон Гленн (в возрасте 77 лет и 103 дней).

### XXI век
- 2006 — после взлёта из Абуджи произошла катастрофа самолёта Boeing 737: погибли 96 человек, 9 выжили.
- 2008 — произошло мощное землетрясение в Пакистане.
- 2011 — во Львове (Украина) открыт стадион «Арена Львов» для проведения матчей футбольного Евро-2012.
- 2014 — катастрофа Short 360 на Сен-Мартене.
- 2015 — власти Китая объявили о завершении политики «Одна семья — один ребёнок», которая была введена в 1979 году.
- 2018 — катастрофа Boeing 737 возле Джакарты, 189 погибших.
- 2022 — в ходе празднования Хэллоуина в городе Сеуле произошла давка, которая унесла жизни 158 человек.
- 2023 — антисемитские волнения в Дагестане; участники захватили аэропорт.
- 2024 — начались наводнения в Испании, в результате которых погибло более 150 человек, в стране был объявлен трёхдневный траур.

## Родились

### До XIX века
- 1463 — Алессандро Акиллини (ум. 1512), итальянский анатом и философ, прозванный «вторым Аристотелем».
- 1507 — Великий герцог Альба (ум. 1582), испанский государственный деятель и военачальник эпохи Контрреформации.
- 1562 — Джордж Эббот (ум. 1633), английский прелат в царствование Стюартов, архиепископ Кентерберийский.
- 1582 — Дмитрий Иванович (ум. 1591), царевич, князь углицкий, младший сын Ивана Грозного (канонизирован в 1606 г. как благоверный царевич Димитрий Углицкий).
- 1791 — Джон Эллиотсон (ум. 1868), английский врач, исследователь месмеризма и френологии.

### XIX век
- 1815 — Людовит Штур (ум. 1856), словацкий литератор, автор стандартов современного словацкого языка.
- 1861 — Андрей Рябушкин (ум. 1904), русский живописец.
- 1866 — Георг Энгель (ум. 1931), немецкий писатель, драматург, сценарист и литературный критик.
- 1873 — Яков Усачёв (ум. 1941), русский советский физик, основоположник науки о резании металлов.
- 1879 — Франц фон Папен (ум. 1969), немецкий государственный деятель и дипломат.
- 1880 — Абрам Иоффе (ум. 1960), советский физик, академик, вице-президент АН СССР (1942—1945), пионер исследования полупроводников.
- 1882: 
  - Жан Жироду (ум. 1944), французский новеллист, эссеист, драматург и дипломат;
  - Енё Фукс (ум. 1955), венгерский фехтовальщик, 4-кратный олимпийский чемпион (1908, 1912).
- 1888 — Ли Дачжао (казнен в 1927), китайский марксист, один из основателей Коммунистической партии Китая.
- 1897 — Йозеф Геббельс (покончил с собой в 1945), немецкий политик и государственный деятель, нацистский преступник.
- 1899 — Аким Тамиров (ум. 1972), американский актёр армянского происхождения, обладатель «Золотого глобуса».

### XX век
- 1904 — Александр Морозов (ум. 1979), советский инженер-конструктор, один из создателей танка Т-34.
- 1905 — Генри Грин (ум. 1973), английский писатель.
- 1907 — Эдвиж Фёйер (ум. 1998), французская актриса.
- 1910 — сэр Эй Джей Айер (ум. 1989), британский философ и писатель.
- 1914 — Максим (ум. 2012), патриарх Болгарский (1971—2012).
- 1917 — Эдди Константин (наст. имя Эдвард Константиновский; ум. 1993), французский певец и киноактёр.
- 1918 — Михаил Луконин (ум. 1976), русский советский поэт, журналист, военный корреспондент.
- 1920 — Барух Бенасерраф (ум. 2011), американский врач-иммунолог, лауреат Нобелевской премии (1980).
- 1922 — Александр Зиновьев (ум. 2006), советский и российский логик, социальный философ, писатель-сатирик.
- 1923 — Герда ван дер Каде-Каудейс (ум. 2015), нидерландская легкоатлетка, олимпийская чемпионка (1948).
- 1925 — Клаус Фридрих Рот (ум. 2015), британский математик, лауреат Филдсовской премии (1958).
- 1927 — Фрэнк Седжмен, австралийский теннисист, победитель 5 турниров Большого шлема в одиночном разряде.
- 1929:
  - Ясен Засурский (ум. 2021), советский и российский литературовед, президент факультета журналистики МГУ;
  - Евгений Примаков (ум. 2015), советский и российский государственный деятель, экономист и историк, премьер-министр России (1998—1999).
- 1930 — Ники де Сен-Фалль (ум. 2002), французская театральная художница и скульптор.
- 1935 – Майкл Джейстон (ум. 2024), английский актёр.
- 1938 — Элен Джонсон-Серлиф, президент Либерии (2006—2018), лауреат Нобелевской премии мира (2011).
- 1941 — Михаил Лавровский, российский артист балета, балетмейстер, хореограф, педагог, народный артист СССР.
- 1942 — Боб Росс (ум. 1995) , американский художник, преподаватель рисования и телеведущий.
- 1944:
  - Робби ван Леувен, нидерландский гитарист, ситарист, автор песен, основатель группы Shocking Blue;
  - Денни Лэйн (наст. имя Брайан Фредерик Артур Хайнс) (ум. 2023), британский музыкант-мультиинструменталист, автор песен.
- 1946 — Питер Грин (наст. фамилия Гринбаум; ум. 2020), британский гитарист, основатель группы Fleetwood Mac.
- 1947 — Ричард Дрейфус, американский актёр, обладатель премий «Оскар», «Золотой глобус».
- 1948 — Елена Драпеко, советская и российская киноактриса, политик, депутат Госдумы РФ.
- 1950 — Абдуллах Гюль, турецкий политик, президент Турции в 2007—2014 гг.
- 1953 — Дени Потвен, канадский хоккеист, легенда «Нью-Йорк Айлендерс», 4-кратный обладатель Кубка Стэнли.
- 1954 — Руслан Аушев, российский политик, общественный деятель, первый президент Республики Ингушетия (1993—2001).
- 1957 — Дэн Кастелланета, американский актёр и сценарист, известен по работе над сериалом «Симпсоны».
- 1958 — Дэвид Ремник, американский журналист и писатель, главный редактор журнала «Нью-Йоркер».
- 1960 — Ренат Лайшев, заслуженный тренер России, руководитель Центра спорта и образования «Самбо-70».
- 1961:
  - Алексей Горбунов, советский и украинский актёр театра и кино;
  - Денис Евстигнеев, российский оператор, кинорежиссёр, продюсер, лауреат Государственной премии СССР;
  - Дмитрий Муратов, российский журналист, главный редактор «Новой газеты», лауреат Нобелевской премии мира (2021).
- 1962 — Яхья Синвар (ум. 2024), лидер ХАМАС.
- 1963 — Эльвира Набиуллина, российский государственный деятель, председатель Центрального банка РФ (с 2013).
- 1968 — Юхан-Улаф Косс, норвежский конькобежец, 4-кратный олимпийский чемпион.
- 1970: 
  - Филипп Коку, нидерландский футболист и тренер;
  - Эдвин ван дер Сар, нидерландский футболист, вратарь.
- 1971 — Вайнона Райдер (наст. фамилия Горовиц), американская актриса, лауреат премии «Золотой глобус».
- 1972 — Габриэль Юнион, американская актриса и бывшая модель.
- 1974 — Евгения Чиркова, российская актриса и певица.
- 1975 — Вьорика Сусану, румынская гребчиха, четырёхкратная олимпийская чемпионка, пятикратная чемпионка мира.
- 1981 — Руслан Ротань, украинский футболист и тренер.
- 1982:
  - Абу Мухаммад аль-Джулани,фактический глава Сирии с 2024 года
  - Челан Симмонс, канадская актриса кино и телевидения, фотомодель.
- 1984: 
  - Мария Риваль, российская актриса театра и кино;
  - Эрик Стаал, канадский хоккеист, олимпийский чемпион (2010), чемпион мира (2007), обладатель Кубка Стэнли (2006).
- 1985:
  - Джанет Монтгомери, английская актриса;
  - Екатерина Шпица, российская актриса театра и кино, телеведущая.
- 1986 — Италия Риччи, канадско-американская актриса.
- 1988 — Дмитрий Мусэрский, украинский и российский волейболист, олимпийский чемпион (2012).
- 1989 — Примож Роглич, словенский велогонщик, олимпийский чемпион в индивидуальной гонке на шоссе (2020).
- 1990 — Дмитрий Куликов, российский хоккеист, игрок НХЛ, дважды серебряный призёр чемпионатов мира.
- 1991 — Никита Зайцев, российский хоккеист, игрок НХЛ, дважды бронзовый призёр чемпионатов мира.
- 1996 — Лоик Мейяр, швейцарский горнолыжник, трёхкратный призёр чемпионатов мира.

## Скончались

### До XIX века
- 1606 — Иштван Бочкаи (р. 1557), князь Трансильвании (1605—1606).
- 1714 — князь Борис Алексеевич Голицын (р. 1654), русский государственный деятель, воспитатель и сподвижник Петра I.
- 1783 — Жан Лерон Д’Аламбер (р. 1717), французский философ, механик и математик.

### XIX век
- 1804:
  - Джордж Морланд (р. 1763), английский пейзажист и анималист;
  - Михаил Соймонов (р. 1730), один из организаторов горного дела и высшего образования в России, сенатор.
- 1812 — расстреляны:
  - Максимен-Жозеф Эммануэль Гидаль (р. 1764), французский генерал эпохи Наполеоновских войн, участник заговора Мале;
  - Клод-Франсуа Мале (р. 1754), французский генерал, руководитель заговора против Наполеона I.
- 1821 — Михаил Милонов (р. 1792), русский поэт.
- 1829 — Мария Анна Моцарт (р. 1751), австрийская пианистка, педагог, старшая сестра В. А. Моцарта.
- 1877 — Натаниэль Бедфорд Форрест (р. 1821), генерал Армии Конфедеративных Штатов Америки, участник Ку-клукс-клана.
- 1889 — Николай Чернышевский (р. 1828), русский литературный критик, теоретик утопического социализма, философ-материалист, публицист и писатель.
- 1900 — Фредерик Луи Годе (р. 1812), швейцарский евангелический богослов.

### XX век
- 1911 — Джозеф Пулитцер (р. 1847), американский журналист, издатель, основатель журналистской Пулитцеровской премии.
- 1921 — Вильгельм Эрб (р. 1840), немецкий невролог.
- 1924 — Фрэнсис Бёрнетт (р. 1849), английская писательница и драматург.
- 1927 — Леонард Нельсон (р. 1882), немецкий философ-идеалист, психолог.
- 1932:
  - Николай Агнивцев (р. 1888), русский советский поэт, драматург, детский писатель;
  - Жозеф Бабинский (р. 1857), французский врач-невролог, академик.
- 1941 — погиб Александр Афиногенов (р. 1904), советский драматург.
- 1945 — Борис Келлер (р. 1874), российский и советский биолог, геоботаник, почвовед, эколог, академик АН СССР и ВАСХНИЛ.
- 1949 — Георгий Гурджиев (р. 1877), российский философ, мистик, писатель, композитор, путешественник.
- 1950 — Густав V (р. 1858), король Швеции (1907—1950).
- 1957 — Луи Мейер (р. 1884), американский кинопродюсер, руководитель и один из основателей киностудии Metro-Goldwyn-Mayer.
- 1958 — Василий Небольсин (р. 1898), дирижёр, народный артист РСФСР.
- 1963 — Адольф Менжу (р. 1890), американский актёр кино и театра, номинант на премию «Оскар».
- 1964 — Василий Агапкин (р. 1884), русский и советский военный дирижёр и композитор, автор музыки марша «Прощание славянки».
- 1965 — Николай Гудзий (р. 1887), советский и российский литературовед, историк литературы, педагог, академик.
- 1967 — Леонид Воинов (р. 1898), музыкант, композитор и дирижёр, заслуженный деятель искусств РСФСР.
- 1971 — Арне Тиселиус (р. 1902), шведский биохимик, лауреат Нобелевской премии (1948).
- 1976 — Константин Васильев (р. 1942), советский художник.
- 1981:
  - Жорж Брассенс (р. 1921), французский поэт, композитор, автор-исполнитель;
  - Дмитрий Чечулин (р. 1901), советский архитектор, главный архитектор Москвы в 1945—1949 гг.
- 1985 — Евгений Лифшиц (р. 1915), советский физик-теоретик, академик АН СССР.
- 1987 — Вуди Герман (р. 1913), американский джазовый кларнетист, композитор и певец, руководитель биг-бэнда.
- 1989 — Юлия Солнцева (наст. фамилия Пересветова; р. 1901), актриса и кинорежиссёр, народная артистка СССР.
- 1990 — Сергей Плотников (р. 1909), актёр и режиссёр театра и кино, народный артист СССР.
- 1996 — Эуген Капп (р. 1908), эстонский советский композитор, педагог, народный артист СССР.
- 1997 — Антон Шандор Лавей (р. 1930), американец, основатель Церкви Сатаны.

### XXI век
- 2001 — Григорий Чухрай (р. 1921), кинорежиссёр, сценарист, педагог, народный артист СССР.
- 2003 — Франко Корелли (р. 1921), итальянский оперный певец (тенор).
- 2004 — Эзра Столлер (р. 1915), американский архитектурный фотограф.
- 2005 — Сергей Савельев (р. 1948), советский лыжник, олимпийский чемпион (1976), чемпион мира.
- 2007:
  - Кристиан д‘Ориола (р. 1928), французский фехтовальщик на рапирах, 4-кратный олимпийский чемпион, 8-кратный чемпион мира;
  - Кирилл Чистов (р. 1919), советский и российский фольклорист, этнограф.
- 2010 — Евгений Головин (р. 1938), русский писатель-мистик, поэт, переводчик, литературовед.
- 2011 — Робер Ламурё (р. 1920), французский актёр, режиссёр, эстрадный певец и сценарист.
- 2019 — Николай Анфимов (р. 1935), советский учёный-ракетостроитель, академик РАН, в 2000—2008 гг. директор ЦНИИМАШ Росавиакосмоса.
- 2020 — Валентин Покровский (р. 1929), советский и российский эпидемиолог и инфекционист, президент РАМН (1987—2006), академик РАН.
- 2021 — Игорь Кириллов (р. 1932), советский и российский теле- и радиоведущий, диктор Центрального телевидения Гостелерадио СССР (1957—1991).

## Приметы
Лонгин Сотник — целитель глазных болезней.
- В старину в этот день выносили зимние одежды на утренний морозец; считалось, что солнечный свет хоть и недолог, но целебен, добр и дорог[12].